# MSX
MSX was de eerste industriestandaard voor homecomputers die onafhankelijk was van de hardwarefabrikant. Deze werd echter niet algemeen aangenomen, maar wel omarmd door fabrikanten als Philips, Sanyo, Panasonic en Sony.
De MSX-standaard werd aangekondigd door het Amerikaanse Microsoft en Japanse ASCII Corporation op 16 juni 1983 en geïntroduceerd in Japan door Kazuhiko Nishi op 27 juni van datzelfde jaar. Het werd een van de dominante computersystemen binnen de Japanse markt voor homecomputers, naast onder andere de Fujitsu FM-7, NEC PC-8801 en de Sharp X1. Daarbuiten was MSX ook redelijk succesvol in landen als Spanje, Brazilië en Nederland.
Het was een poging om alle fabrikanten onder dezelfde standaard te verenigen, zodat bijvoorbeeld Sony-randapparatuur gekocht kon worden en werkte op een computer van Philips, Canon of Toshiba, en dat de basissoftware en hardware voldeden aan een reeks eisen die ervoor zorgden dat software die volgens de standaard zijn geschreven correct op elke MSX-computer zouden werken. Fabrikanten konden naar eigen wens uitbreidingen toevoegen om klanten aan te trekken.
Er verschenen tussen 1983 en 1993 vier modellen: MSX1, MSX2, MSX2+ en MSX Turbo R. Elk systeem was achterwaarts compatibel, wat betekent dat een MSX2+ ook MSX1-software kan draaien.
Doordat de MSX-computers minder goed dan verwacht verkochten op de Amerikaanse en Britse markt (twee van de drie grootste markten in die tijd, samen met Japan), stopten fabrikanten met de productie van MSX.

## Geschiedenis

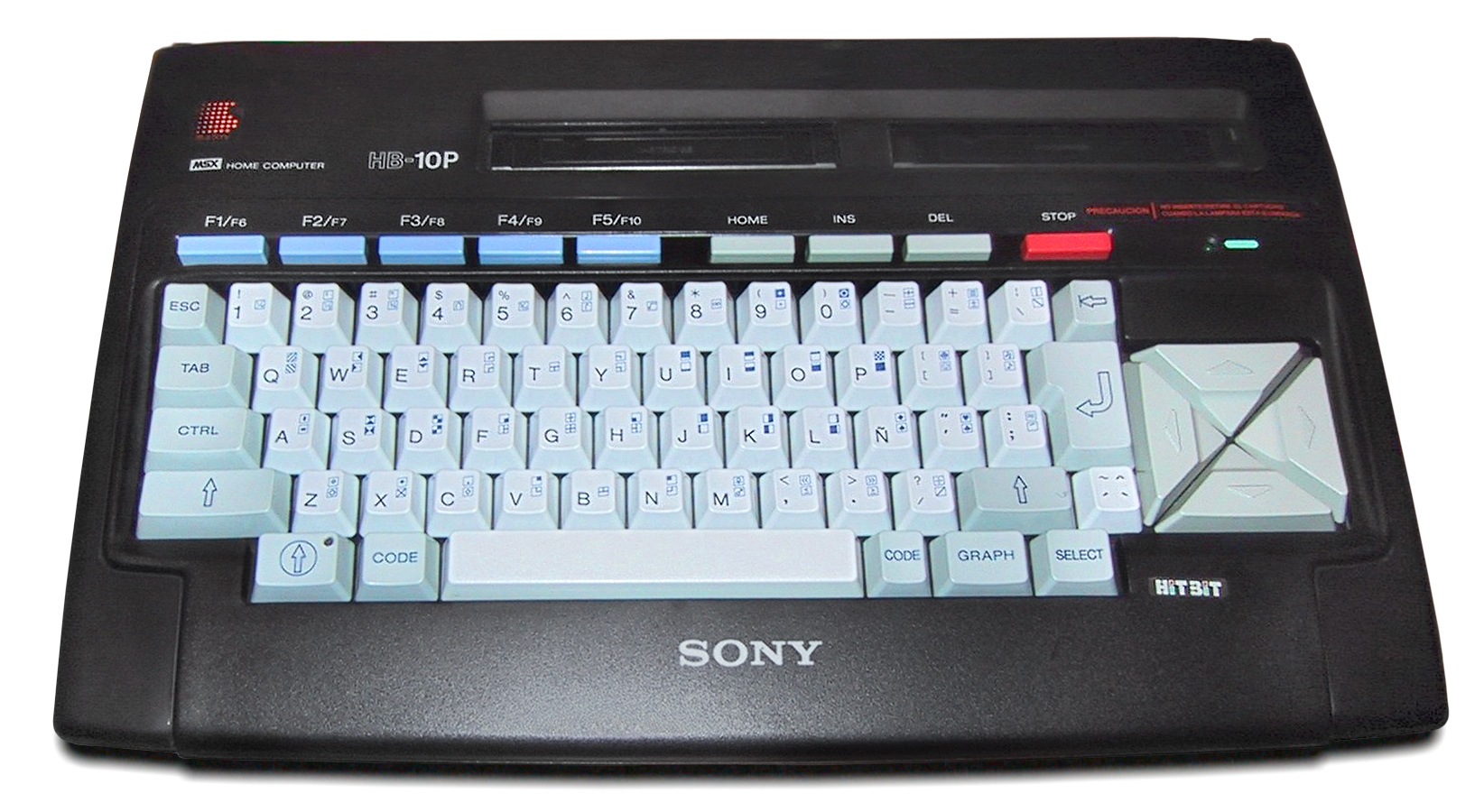
Sony Hitbit MSX-computer

De goede relatie tussen ASCII en Microsoft in de jaren 80 leidde tot de introductie van de MSX-standaard in juni 1983. Tijdens de ontwikkeling gebruikte het team volgens bedenker Kazuhiko Nishi de uitleg Machines with Software eXchangeability (machines met uitwisselbare software), al werd door de inmenging van Microsoft de uitleg MicroSoft eXtended ook wel gebruikt.
MSX moest het gat in de markt opvullen waarbij elke software uitwisselbaar was op een reeks homecomputers die voldeden aan de MSX-standaard. Om dit doel te bereiken werd een basis van hardware en software opgesteld. Zo kreeg elke MSX-computer een Zilog Z80-processor met minimaal 8 kB aan RAM en 32 kB aan ROM voor MSX BASIC. Fabrikanten konden extra functionaliteit bieden, zoals Yamaha deed met een ingebouwde FM-synthesizermodule in de Yamaha CX5M, maar de computers moesten volgens Nishi qua software uitwisselbaar blijven. Zolang softwaremakers en hardwarefabrikanten binnen de specificaties van de standaard bleven, konden ze rekenen op een grote afzetmarkt. Dit voor die tijd revolutionaire idee sloeg aan, mede door Microsoft, dat het BIOS, de BASIC en besturingssysteem voor de machines schreef.
De MSX-computers waren in de jaren tachtig vrij succesvol, voornamelijk in Aziatische landen als Japan en Zuid-Korea, het Zuid-Amerikaanse Brazilië, Argentinië en Chili, en in Europese landen als Frankrijk, Spanje en Finland, maar ook in Nederland, vanwege de sterke betrokkenheid van Philips bij het project. Daarnaast ook in Koeweit, Saoedi-Arabië en voormalig Sovjet-Unie.
Meerdere Japanse fabrikanten, waaronder Sony, Yamaha, Matsushita, Sanyo en Panasonic, gingen MSX-computers fabriceren die al na vier maanden op de markt verschenen. De eerste commerciële MSX die op 21 oktober 1983 in Japan verscheen was de Mitsubishi ML-8000.
De eerste MSX1-computers werden in Europa verkocht in 1984. Op dat moment domineerden met name Commodore met de C64 (vanaf eind 1982), en in mindere mate Sinclair met de ZX Spectrum, de markt. Deze fabrikanten kozen voor hun eigen platforms.
Voordat het grote succes van Nintendo's Family Computer of Famicom doorbrak, was MSX het platform waar enkele grote Japanse spelontwikkelaars voor gingen ontwikkelen. Bedrijven als Konami en Hudson Soft ontwikkelden succesvolle spelseries, zoals de Metal Gear- en Castlevania-series, maar ook Puyo Puyo, Parodius en Bomberman, die hun oorsprong op de MSX hebben.

### Functies
MSX bood veel kleur, moderne graphics en een geluidschip die voldeed aan de verwachtingen. Het was echter voor de game-markt geen verbetering ten opzichte van de concurrentie: evenals de C64 kon MSX1 16 kleuren tegelijk weergeven en had het hardwaresprites en driekanaals geluid. Veel MSX1-spellen waren zelfs rechtstreeks geconverteerd van de ZX-spectrum en benutten niet de voordelen die MSX1 boven de ZX-spectrum bood, zoals hardwaresprites en meer kleuren. De reden hiervoor was de grote overeenkomst tussen ZX-spectrum en MSX1: zowel de ZX-spectrum als de MSX1 bood een resolutie van 256×192 pixels en gebruikten als CPU de Z80; de Commodore 64 had als resolutie 320×200 pixels (en 160×200) en werkte met een MOS6510. Op de belangrijke (game-)markten Duitsland, VS en Engeland speelde MSX geen rol van betekenis.
Spellen en software voor MSX1-systemen kwamen meestal op cassette of de duurdere spelcartridges. Om diskettes in te kunnen lezen moest men een los diskettestation met bijbehorende cartridge aanschaffen. In deze cartridge bevond zich een ROM-uitbreiding met de zogenaamde BDOS, een BIOS-uitbreiding die niet alleen diskettecommando's toevoegde aan BASIC, maar ook een opstartsysteem voor een echt diskbesturingssysteem (DOS) dat vanaf een diskette opgestart kon worden. Diskettes aangemaakt met dit MSX-DOS-besturingssysteem hadden bestandscompatibiliteit met MS-DOS en het systeem was zo ontworpen dat er aangepaste CP/M-programma's op gebruikt konden worden.
Voor realistische geluidseffecten was de aanschaf van een uitbreidingscartridge zoals de Panasoft FM-PAC of de Philips Music Module noodzakelijk. In enkele cartridges van Konami werd de SCC-chip geïntegreerd.

### MSX2 en MSX2+
Vanaf 1986 werd er door de MSX-computerproducenten een meer geavanceerde MSX2-computer uitgebracht, die in eerste instantie concurreerde met de Atari ST-serie en Commodore Amiga uit 1985.
De grootste verbetering van MSX2 zit in de grafische chip van Yamaha (V9938) die meer kleuren en een hogere beeldresolutie kan bieden. De meeste van deze MSX2-machines zijn uitgerust met een diskettestation, in tegenstelling tot de MSX1, waar een diskettestation eerder een uitzondering was. Ook werd de MSX2 verbeterd met meer werkgeheugen, een ingebouwde batterij voor het bijhouden van onder meer een klok en scherminstellingen.
Toen MSX2 in 1986 arriveerde had de "16-bits computer" zich dan ook reeds gevestigd als toekomstig fenomeen. De MSX2-standaard, hoe geavanceerd ook, was nog gebaseerd op een 8-bits architectuur en kon zich niet meten met de veel snellere, modernere en met grotere geheugens uitgeruste 16-bits Atari's en Commodore's.
Toen Microsoft de standaard verliet in 1986 besloten de belangrijkste Europese producenten, Philips en Sony, om geen nieuwe modellen meer op de Europese markt uit te brengen. In Japan nam ASCII verdere ontwikkeling en productie van MSX over, waar deze nog steeds werden gefabriceerd. ASCII had weinig interesse om de Europese markt nog te bedienen met MSX, waardoor er vanaf 1986 geen MSX-systemen meer buiten Japan zijn gefabriceerd of verkocht.
In 1988 werd MSX2+ officieel voor de Japanse markt uitgebracht. De eerste MSX2+-computers die op 21 oktober 1988 verschenen zijn de Panasonic FS-A1WX, Panasonic FS-A1FX en Sony HB-F1XDJ. Deze machines zijn uitsluitend door Panasonic, Sanyo en Sony gefabriceerd. In Europa en Brazilië kon men een MSX2 ook laten upgraden. De MSX2+ bevat minimaal 64kB werkgeheugen, MSX BASIC V3.0, en een vernieuwde Yamaha V9958 videochip met minimaal 128kB VRAM voor meer grafische mogelijkheden.

### Turbo R
De MSX Turbo R (ook wel gestileerd als 'turbo R') kwam als laatste in 1990 op de Japanse markt en is gebaseerd op een aangepaste 16-bit R800 microprocessor ontwikkeld door ASCII. Het systeem beschikt over twee processors, een Z80-compatible chip op 3,5 MHz en een R800 op 7,15 MHz. De R800 kan instructies in een klokcyclus verwerken, waar de Z80 hier meestal vier cycli voor nodig heeft. Om deze reden wordt beargumenteerd dat de R800 praktisch een Z80 op 28,6 MHz is.
De grootste verbeteringen van de Turbo R zijn het grotere werkgeheugen, de snellere processor, en ingebouwde onderdelen zoals MIDI-poorten  voor muziekinstrumenten (FS-A1GT), MSX-MUSIC, Kanji-ROM met Kanji-BASIC en MSX-DOS 2.
Deze computers zijn uitsluitend door Panasonic gefabriceerd en zouden eigenlijk MSX3 gaan heten, maar vanwege binaire incompatibiliteit van de processor werd gekozen voor een afwijkende naam. Kazuhiko Nishi verklaarde tijdens een interview in 2022 dat hij de naam van zijn toenmalige auto had gebruikt, een Bentley Turbo R. In eerdere berichtgeving werd de R in Turbo R ook wel uitgelegd als RISC.
Het eerste model, de FS-A1ST, werd matig ontvangen. Een verbeterde versie, de FS-A1GT, verkocht mede door de hoge prijs van 99800 yen minder goed dan verwacht.
De productie van de Turbo R stopte uiteindelijk in 1993, mede doordat Panasonic besloot zich te richten op de lancering van de 3DO, een serie spelcomputers.

### Einde
In de Verenigde Staten verliep de introductie van MSX traag en werd door Microsoft nauwelijks gepromoot. Ook binnen de Britse homecomputermarkt kon MSX moeilijk groeien. Het gebrek aan ondersteuning door Microsoft voor de MSX, de uitblijvende ontwikkeling en de tegenvallende verkoopcijfers leidde onherroepelijk tot het einde van de standaard.
Maar ook de problemen met ASCII en de breuk met Microsoft begin 1986 zorgden voor meer problemen. Nishi en Gates kregen ruzie, en Microsoft maakte in 1986 het einde van de samenwerking bekend. Microsoft stelde dat Nishi het bedrijf meer dan $ 500.000 schuldig was en richtte daarom een eigen Japanse dochteronderneming op. Maar ASCII Corporation bleef floreren.
Dhr. Nishi was ook geneigd impulsief belangrijke beslissingen te nemen en ongecontroleerd geld uit te geven, wat ertoe leidde dat Microsoft in 1986 brak met ASCII. Een van de grootste teleurstellingen was toen dhr. Nishi $1 miljoen uitgaf aan de bouw van een enorme mechanische dinosaurus in Tokio als reclamemiddel. De breuk tussen dhr. Gates en dhr. Nishi was bitter, hoewel de twee elkaar nu nog regelmatig spreken.
In 1991 namen de andere twee medeoprichters van ASCII, president Akio Gunji en vicepresident Keiichiro Tsukamoto, abrupt ontslag, ogenschijnlijk uit protest tegen de snelle expansie. "Ze konden me niet bijhouden omdat ik te veel accelereerde", zei Nishi destijds op een persconferentie.  Dit alles heeft ertoe geleid dat het MSX systeem aan zijn eind kwam.
Uiteindelijk zijn er wereldwijd ruim 9 miljoen MSX-computers verkocht, waarvan 7 miljoen in Japan.

## Zijprojecten

### 1chipMSX

1chipMSX

Samen met het Japanse ASCII (nu een uitgever op het gebied van computertijdschriften) bracht BAZIX een nieuwe generatie MSX-hardware uit, die was gebaseerd op een Altera Cyclone EP1C12Q240C8 FPGA, onder de naam "single chip MSX". Hiermee probeerden ze een complete MSX1-computer (of voor een kleine bijbetaling voor de licentiekosten een MSX2) op de markt te brengen voor onder de $100. Deze "eenchip-MSX" was qua opzet vergelijkbaar met de C-One. Maar de C-One is gericht op het nabootsen van een Commodore C64, heeft een wat kleinere FPGA met minder "cellen", is iets duurder en heeft een pc-voeding nodig. De eenchip-MSX zou geleverd worden inclusief voeding. Helaas bleek er in eerste instantie niet genoeg belangstelling te zijn. Er werden slechts 3500 van de 5000 benodigde bestellingen geregistreerd. Daarom besloten ze op dat moment de eenchip-MSX niet in productie te nemen.
In augustus 2006 maakte het Japanse bedrijf D4 Enterprise echter bekend een sterk verbeterde versie van de eenchip-MSX, onder de officiële naam 1chipMSX, wél te gaan produceren en bleek ook dat Bazix deze in Europa gaat distribueren. Dit keer zonder een minimumbestelaantal. Nieuw is dat deze versie een MSX2 emuleert in plaats van een MSX1 en extra geluidsmogelijkheden ondersteunt (MSX-MUSIC en SCC+). Uitgevoerd in een transparant blauw kastje met twee MSX-cartridgesleuven kan de "1chipMSX" interessant zijn voor een nieuwe generatie jongeren die graag met het concept "zelf programmeren" wil kennismaken, of voor gevorderde elektronici die met in VHDL-code programmeerbare hardware willen experimenteren.

### Zelfbouw
Er is een bouwpakket genaamd GR8BIT, waarbij men zelf een functionele MSX-computer kan samenstellen. De computer wordt gebouwd in ATX-formaat en is compatible met MSX2 of MSX2+.

## MSX-types

### MSX 1

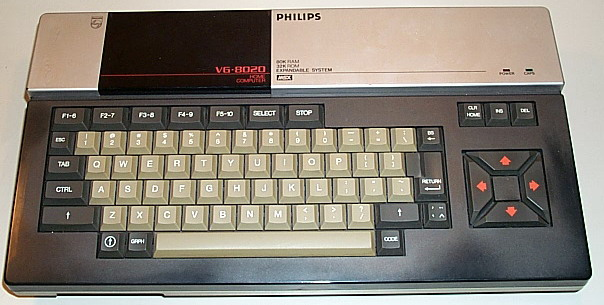
Philips MSX1 VG-8020

- Processor: Zilog Z80A met een kloksnelheid van 3,56 MHz (PAL)
- ROM: 32 kB (32 KiB)
  - BIOS (16 kB)
  - MSX-ENGINE
  - MSX BASIC V1.0 (16 kB)
- RAM: ten minste 8 kB, tot 64 kB (of meer met RAM in cartridges, meestal 2 vrije sleuven)
- Videoprocessor: Texas Instruments TMS9918-familie
  - Video RAM: 16 kB
  - Tekstmodi: 40 × 24 en 32 × 24 (karakters per regel × regels) twee kleuren (voor- en achtergrond)
  - Resolutie: 256 × 192 bij 16 kleuren (per 8 pixels breed maar twee kleuren mogelijk)
  - Sprites: 32 stuks, 1 kleur per sprite (ten hoogste 4 sprites per beeldlijn)
- Geluidschip: General Instrument AY-3-8910 (PSG) of compatibel
  - 3 toonkanalen + 1 ruiskanaal + omhullenden

### MSX 2

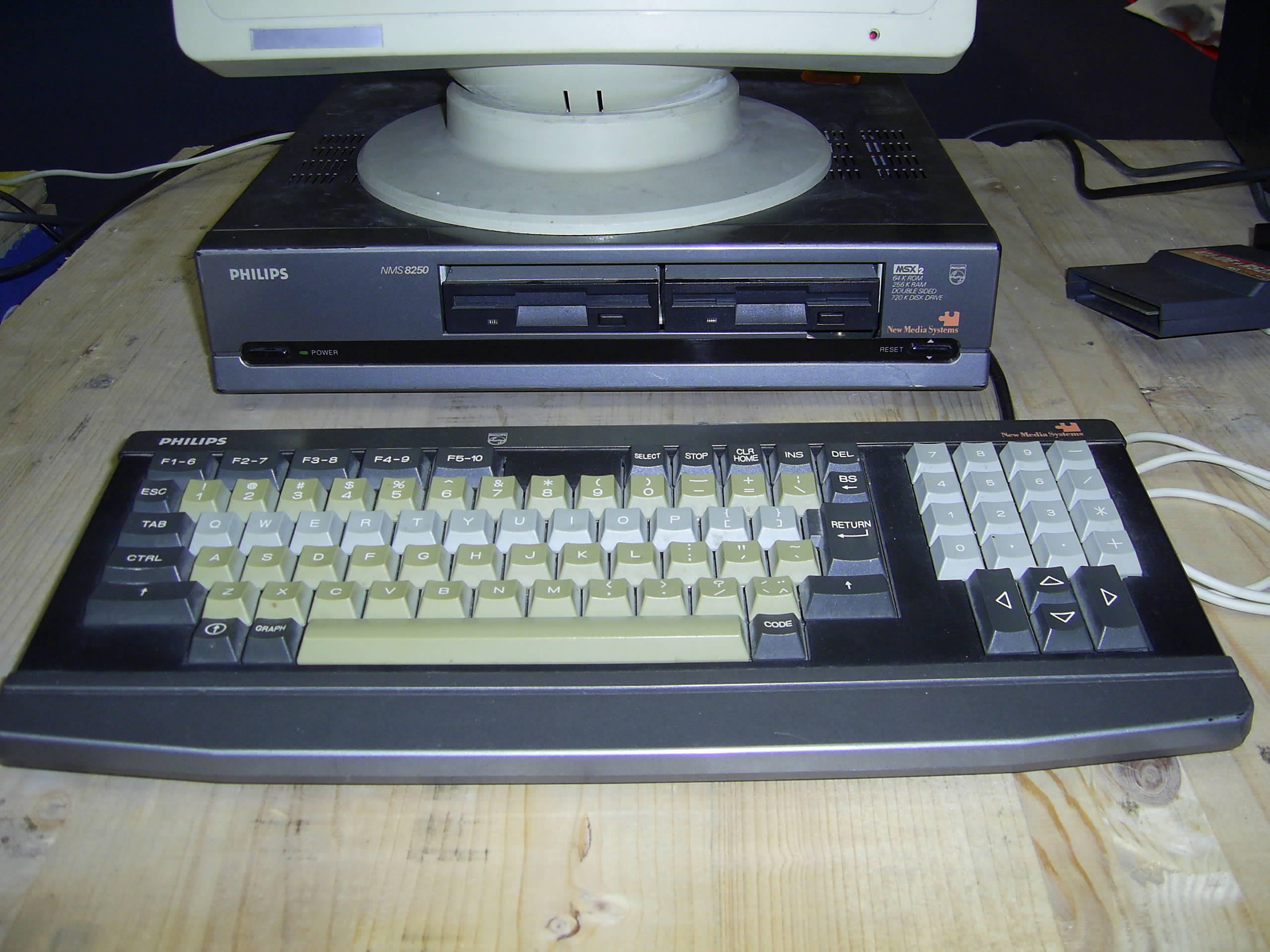
Philips MSX2 NMS 8250

- Processor: Zilog Z80A op 3,56 MHz (PAL)
- ROM: 48 kB
  - BIOS + Extended BIOS (32 kB)
  - MSX-ENGINE
  - MSX BASIC V2.0 (16 kB)
  - DiskROM (16 kB) (optioneel)
- RAM: meestal 128 kB, ook wel 64kB (meer is mogelijk met RAM in cartridges)
  - Memory mapped (64 kB/sleuf max voor unexpanded, en 4×64 kB voor expanded sleuven, meestal 2 vrije sleuven)
- Videoprocessor: Yamaha V9938
  - Video RAM: 64kB tot en met 192 kB
  - Tekstmodi: 80 × 24, 40 × 24 en 32 × 24 (karakters per regel × regels) vier kleuren, twee voorgrond, twee achtergrond
  - Resolutie: als MSX1 plus 512 × 212 (16 uit 512 kleuren) en 256 × 212 (256 kleuren)
  - Sprites: 32, 16 kleuren waarbij maximaal 1 kleur per beeldlijn mogelijk is (ten hoogste 8 sprites per beeldlijn)
- Geluidschip: General Instrument AY-3-8910 PSG of compatibel
  - 3 toonkanalen + 1 ruiskanaal + omhullenden
- Realtimeklokchip met back-upbatterij

### MSX 2+

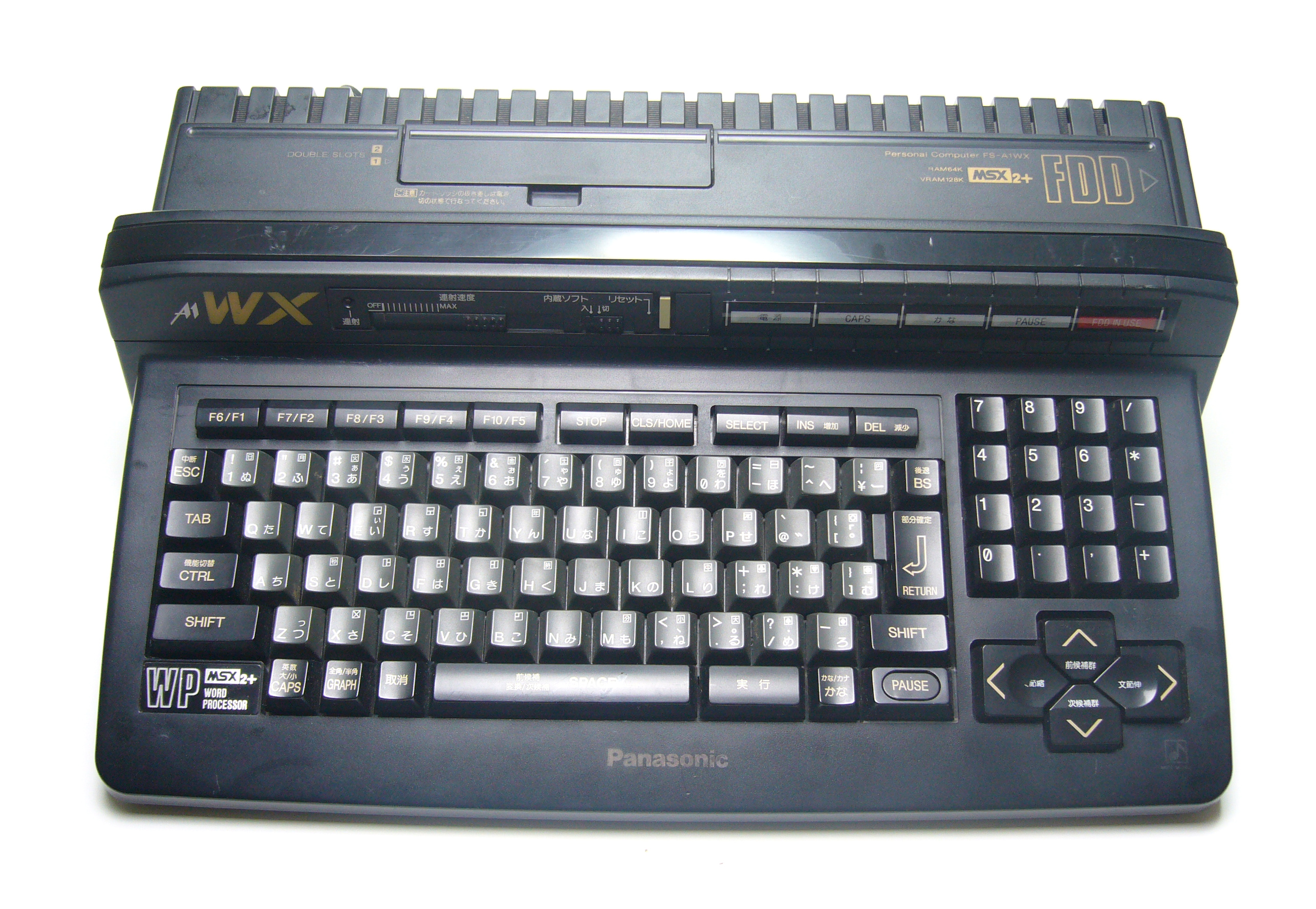
Panasonic MSX 2+ FS-A1WX

- Alleen officieel in Japan uitgebracht (in Nederland werden door particulieren/clubs ook MSX2-computers omgebouwd op basis van de verbeterde videochip, al dan niet in combinatie met een upgrade van de BASIC-ROM)
- Processor: Zilog Z80A op 3,58 MHz (NTSC)
- ROM: 64 kB
  - BIOS + Extended BIOS (32 kB)
  - MSX-ENGINE
  - MSX BASIC V3.0 (16 kB)
  - DiskROM (16 kB)
  - Kun-BASIC-compiler (16 kB) (optioneel)
  - Kanji-ROM (optioneel)
- RAM: meestal 64 kB
  - Memory mapped: 64 kB/sleuf max voor onuitgebreid en 4x64 kB voor uitbreidingssloten (meestal 2 vrij)
- Videoprocessor: Yamaha V9958
  - Video-RAM: 128 kB
  - Tekstmodi: 80 × 24, 40 × 24 en 32 × 24 (karakters per regel × regels) vier kleuren, twee voorgrond, twee achtergrond
  - Resolutie: Als MSX2 plus 256 × 212 (19268 kleuren, met de beperking van basiskleur + een uit 32 lumiscenties per 8 pixels)
  - Sprites: 32, 16 kleuren waarbij maximaal 1 kleur per beeldlijn mogelijk is (ten hoogste 8 sprites per beeldlijn)
  - Register voor horizontaal en verticaal scrollen
- Geluidschip: General Instrument AY-3-8910 PSG of compatibel
  - 3 toonkanalen + 1 ruiskanaal + omhullenden
- Muziekchip: Yamaha YM2413 (OPLL) (MSX-Music)
  - 9 kanalen FM of 6 kanalen FM + 5 drums
  - 15 voorgedefinieerde instrumenten en 1 vrij te definiëren instrument
- Realtimeklokchip met back-upbatterij

### MSX turbo R
- Alleen officieel in Japan uitgebracht door Panasonic
- Processor: ASCII R800 (Zilog Z800-kloon met extra instructies) op 3,58 (Z80-modus) of 7,16 MHz (R800-modus - vergelijkbaar met een 28,64 MHz Z80-processor)
- ROM: 96 kB
  - BIOS + Extended BIOS (48 kB)
  - MSX-ENGINE
  - MSX BASIC V4.0 (16 kB)
  - DiskROM (16 kB)
  - Kun-BASIC-compiler (16 kB)
  - Kanji-ROM (256 kB)
  - Firmware (4 MB)
- RAM: 256 kB (FS-A1ST) of 512 kB (FS-A1GT)
  - Memory mapped: maximaal 64 kB/sleuf en twee vrije sleuven
  - Bovendien 16 kB SRAM (met back-upbatterij)
- Videoprocessor: Yamaha V9958
  - Video-RAM: 128 kB
  - Tekstmodi: 80 × 24, 40 × 24 en 32 × 24 (karakters per regel × regels), vier kleuren, twee voorgrond, twee achtergrond
  - Resolutie: Als MSX2 plus 256 × 212 (19 268 kleuren, met de beperking van basiskleur + een uit 32 lumiscenties per 8 pixels)
  - Sprites: 32, 16 kleuren waarbij maximaal 1 kleur per beeldlijn mogelijk is, (ten hoogste 8 Sprites per beeldlijn)
  - Register voor horizontaal en verticaal scrollen
- Geluidschip: General Instrument AY-3-8910 PSG
  - 3 toonkanalen + 1 ruiskanaal + omhullenden (envelope)
- Muziekchip: Yamaha YM2413 (OPLL) (MSX-Music)
  - 9 kanalen FM of 6 kanalen FM + 5 drums
  - 15 voorgedefinieerde instrumenten en 1 vrij te definiëren instrument
- Gedigitaliseerd geluidsafspeelchip: PCM
  - 8-bit één kanaal (geen DMA), tot 16 kHz
  - ingebouwde microfoon
- Realtimeklokchip met back-upbatterij

## Fabrikanten
MSX 1Al Alamia (Koeweit, Saoedi-Arabië), Aster International, Canon, Casio, CE-TEC, Dragon, Dyndata, Fujitsu, Goldstar, Gradiente (Brazilië), Hitachi, Sharp, Sanyo, Sony, Panasonic, JVC (Victor), Daewoo, Toshiba, Pioneer, Mitsubishi, National, NEC, Philips, Pioneer, Radiola, Sakhr (Yamaha), Samsung, Schneider, Spectravideo (VS), Talent (Argentinië), Telematica, Toshiba, Yamaha, Yashica, General, Hyosung, Limco, Oric, Radofin, Zemmix.
MSX 2Canon, Carchano – ACVS (Brazilië), Daewoo, JVC, Hitachi, Mitsubishi, National, Panasonic, Philips, Sanyo, Sony, Sakhr (Yamaha), Spectravideo, Talent, Telematica, Toshiba, Yamaha, NTT.
MSX 2+Panasonic, Sanyo en Sony.
MSX turbo RPanasonic en Takaoka
Er zijn wereldwijd 122 gedocumenteerde hardwarefabrikanten die een soort MSX-hardware of randapparatuur hebben ontwikkeld.

## Tijdschriften
Naast de vele clubmagazines waren er in Nederland vijf officiële MSX-tijdschriften die in de handel verkrijgbaar waren. Dit waren MSX Gids, MSX Info, MSX Club Magazine, MSX Mozaïk en MSX Computer Magazine. Dit laatste blad besloot zich in latere jaren zowel te richten op MSX als de pc. Door ontevredenheid ging de pc-redactie verder met een nieuw blad onder de naam PC-Active.
Door de krimp van de MSX-markt verdwenen MSX Gids, MSX Info en MSX Mozaïk begin jaren 90 uit de kiosk. De twee overgebleven tijdschriften fuseerden in 1993 tot MSX Computer & Club Magazine (MCCM). Dit (twee)maandelijkse tijdschrift bleef nog bestaan tot najaar 1997.
Ook in andere Europese landen werden meerdere MSX-tijdschriften uitgebracht die exclusief over MSX schreven. Dit zijn onder meer MSX Computing (Engels), MSX Club (Fins), MSX Magazine (Frans), MSX Contakt (Duits), MSX Bruger Bladet (Deens), MSX Computer Magazine (Italiaans), MSX Micro (Portugees), Club Hnostar (Spaans) en MSX Vision (Zweeds). Buiten Europa waren er onder meer MSX-FAN en LOGiN (Japans) en MSX Meeting (Koreaans).

## Emulators
Er worden tal van emulatieprogramma's aangeboden om een MSX-systeem na te bootsen op moderne computers. OpenMSX en blueMSX zijn voorbeelden van open source MSX-emulatoren. In 2005 bracht het bedrijf BAZIX een MSX-emulator uit voor de mobiele telefoon, waardoor deze opeens een breed scala aan spellen kreeg, zoals o.a. de oorspronkelijke versie van "Metal Gear". Ook de Wii-spelcomputer kon via de Virtual Console-onlinedienst MSX-spellen downloaden en weergeven.
De officiële MSX-emulator is MSXPLAYer, en wordt geproduceerd door de MSX Association, een organisatie waar de uitvinder van de MSX-standaard, Kazuhiko Nishi, de voorzitter is. MSXPLAYer is momenteel alleen verkrijgbaar op de Japanse markt.
De emulator MESS ondersteunt vanaf versie 0.146 ongeveer 90 procent van alle MSX-versies.
Op de website file-hunter.com wordt de online MSX-emulator gebruikt van webmsx.org. Op deze site is het mogelijk om ruim 357 MSX-spellen en programma's op te starten via een browserscherm. De emulator ondersteunt MSX, MSX2, MSX2+ en Turbo R.

### Lijst van MSX-emulators
| Naam         | Actuele versie | Laatste uitgave  | Systeem                                                                           | Platform      | Licentie            | Website |
| ------------ | -------------- | ---------------- | --------------------------------------------------------------------------------- | ------------- | ------------------- | ------- |
| blueMSX      | 2.8.2          | 14 augustus 2009 | MSX, MSX2, MSX2+, MSX TurboR, SpectraVideo SVI318/328, ColecoVision, Sega SG-1000 | Windows       | GPL                 |         |
| openMSX      | 19.0           | 25 juli 2023     | MSX, MSX2, MSX2+, MSX TurboR, SpectraVideo SVI318/328, ColecoVision, Sega SG-1000 | Multiplatform | GPL                 |         |
| CocoaMSX     | 3.5.41         | 23 oktober 2013  | MSX, MSX2, MSX2+, MSX TurboR                                                      | OS X          | GPL                 |         |
| fMSX         | 5.1            | 18 oktober 2017  | MSX, MSX2, MSX2+                                                                  | Multiplatform | Commercieel         |         |
| fMSX PSP     | 3.5.41         | 17 maart 2010    | MSX, MSX2, MSX2+                                                                  | Sony PSP      | Open source         |         |
| jsMSX        | 0.9.2          | 19 april 2013    | MSX                                                                               | JavaScript    | GPL                 |         |
| MESS         | 0.189          | 30 augustus 2017 | Diverse computers en consoles, is opgegaan in MAME                                | Multiplatform | Aangepast           |         |
| meisei       | 1.3.1          | 09 februari 2010 | MSX                                                                               | Windows       | Open source         |         |
| MSKISS       | 0.2.4          | 13 maart 2000    | MSX, MSX2, MSX2+                                                                  | DOS, Windows  | Freeware            |         |
| MSX Emulator | 0.10b          | 26 oktober 2006  | MSX                                                                               | Atari ST      | Freeware            |         |
| MSX Emulator | 1.8            | 16 augustus 2010 | MSX, MSX2                                                                         | UNIX          | GPL                 |         |
| msxDS        | 0.93           | 01 januari 2012  | MSX, MSX2, MSX2+                                                                  | Nintendo DS   | Freeware            |         |
| NLMSX        | 0.48           | 12 juni 2003     | MSX, MSX2, MSX2+, MSX TurboR                                                      | Windows       | Freeware            |         |
| NO$MSX       | 1.5            | 01 mei 2003      | MSX, MSX2                                                                         | Windows, DOS  | Shareware           |         |
| paraMSX      | 0.50b          | 08 oktober 2009  | MSX, MSX2, MSX2+, MSX TurboR                                                      | Windows       | Freeware            |         |
| RuMSX        | 0.41           | 02 juli 2008     | MSX, MSX2, MSX2+, MSX TurboR                                                      | Windows       | Freeware            |         |
| WebMSX       | 6.0.4          | 21 november 2022 | MSX, MSX2, MSX2+, MSX turbo R                                                     | JavaScript    | ? [Source on Github |         |

Opmerking: NLMSX is niet compatibel met de Windows Aero-interface.

## MSX Association
MSX Association is een Japanse organisatie ter bevordering en ondersteuning van de MSX-standaard. Zij beheert alle auteursrechten rondom MSX-platform en verstrekt licenties op de technologie. Ook de rechten van het door Microsoft ontwikkelde MSX BASIC zijn bij haar ondergebracht.